# 融创文旅集团

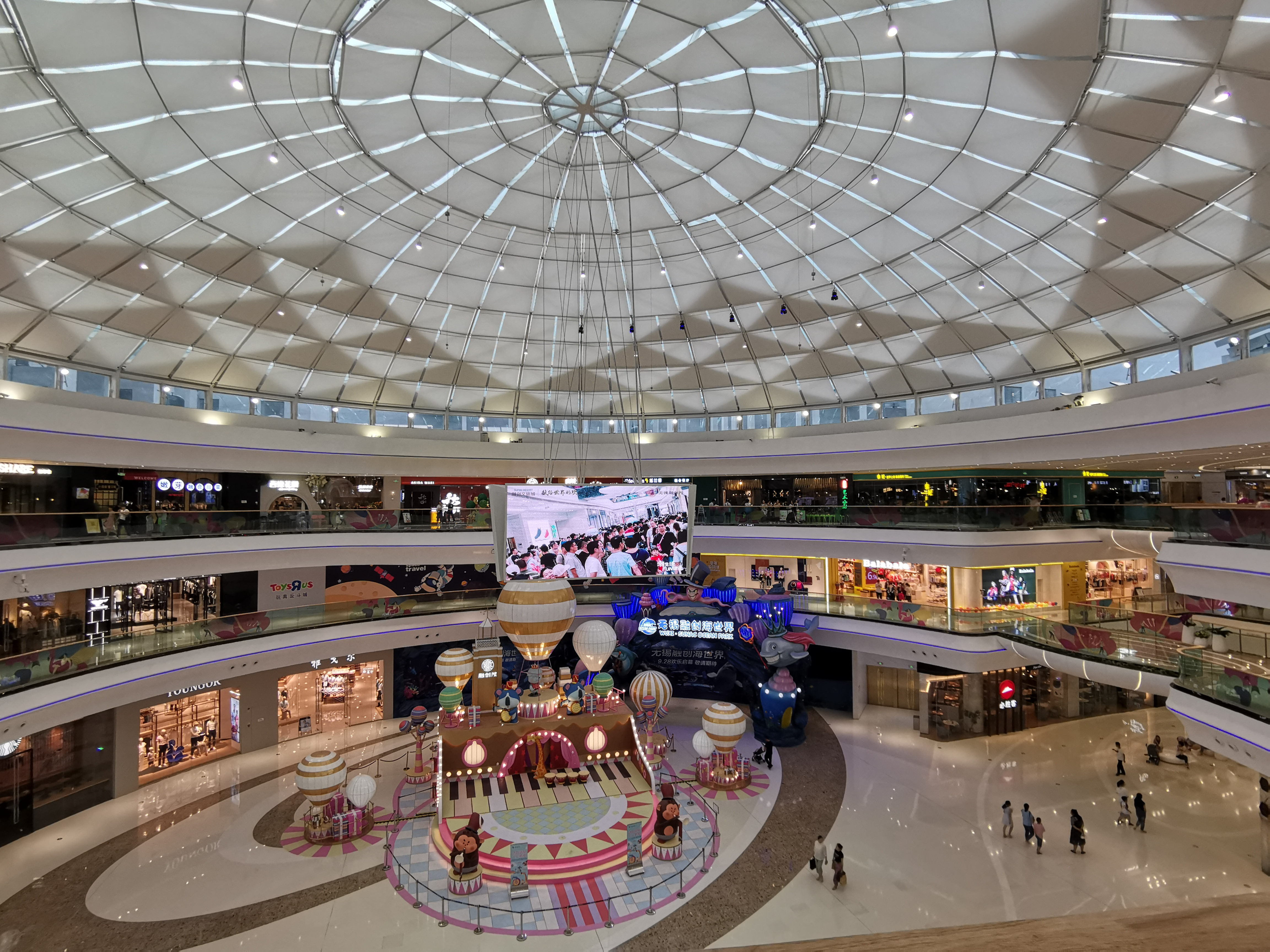
位于江苏省无锡市滨湖区的无锡融创文旅城

融创文旅集团（Sunac Culture & Tourism Group），全称融创文化旅游发展集团，是中国融创集团旗下的一个大型集团。融创中国执行总裁路鹏兼任融创文旅集团总裁。

## 沿革
2017年7月19日，融创中国与大连万达商业订立协议书，以总代价438.4亿元人民币收购万达商管持有的十三个文化旅游项目的项目公司91%股权，其中包含10座文旅城。2018年8月，融创文旅集团正式成立，并与融创地产集团区分，独立负责文旅业务运营。2018年10月，融创继续出资，以62.8亿元收购万达文旅城项目的设计、管理及规划公司，并成立融创文旅设计院、文旅建设事业部。2019年12月，融创以人民币152.69亿元的对价收购云南城投集团持有的成都环球世纪会展旅游集团及成都时代环球实业有限公司51%股权。交易完成后，环球世纪及时代环球将成为融创中国的间接附属公司；融创文旅也一跃成为会展类项目最大的持有及运营商。

## 版图

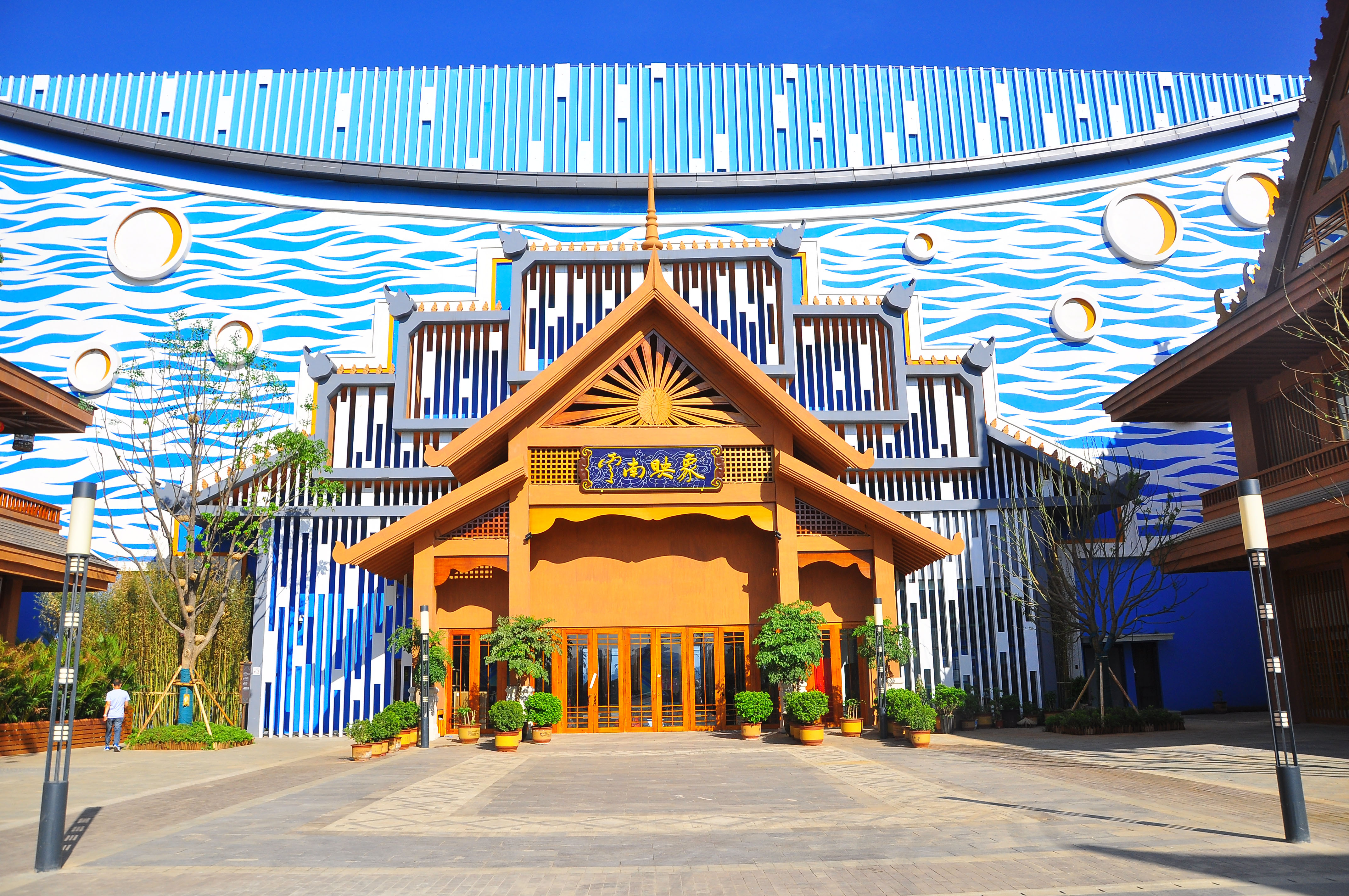
昆明融创文旅城

截至2020年6月，融创文旅已在中国布局12座文旅城、4个旅游度假区、25个文旅小镇、8个会议会展中心，涵盖49个乐园、48个商业、近150家高端酒店。
- 融创西双版纳旅游度假区
- 合肥融创文旅城
- 南昌融创文旅城
- 哈尔滨融创文旅城
- 青岛东方影都
- 广州融创文旅城（2019年6月15日）[7]
- 无锡融创文旅城（2019年6月29日）[8]
- 昆明融创文旅城（2019年12月21日）
- 重庆融创文旅城（2020年9月27日）[9][10]
- 成都融创文旅城（2020年9月26日）[9]
- 融创桂林旅游度假区
- 济南融创文旅城
- 中原融创文旅城（河南新乡）[11]
- 杭州湾融创文旅城（浙江海盐）[12]